# 柳家小はぜ
柳家 小はぜ（やなぎや こはぜ）は、落語家の名跡。
- 柳家小はぜ - 現∶柳家はん治[1]
- 柳家小はぜ - 本項にて記述

柳家 小はぜ（やなぎや こはぜ、1982年10月4日 - ）は、落語協会に所属する落語家。紋は『変わり羽団扇』。出囃子は『赤猫』。本名∶辻浦 和哉。

## 経歴
2011年12月、柳家はん治に入門。翌年11月1日、入船亭辰まきと共に前座となる。前座名は師匠の前名でもある「小はぜ」を貰った。
2016年11月1日に柳家小かじ、三遊亭伊織と共に二ツ目昇進。
2026年3月21日、柳家圭花、三遊亭ふう丈、三遊亭伊織、入舟辰乃助とともに真打昇進予定。

## 芸歴
- 2011年12月 - 柳家はん治に入門。
- 2012年11月 - 前座となる、前座名「小はぜ」。
- 2016年11月 - 二ツ目昇進。